# 安尼斯頓 (密蘇里州)
安尼斯頓（英語：Anniston）是位於美國密蘇里州密西西比縣的城市。

## 人口
根據2020年美國人口普查的數據，安尼斯頓的面積為1.01平方千米，皆為陸地。當地共有人口180人，而人口密度為每平方千米178人。